# Infiniti M
Infiniti M – samochód osobowy klasy średniej-wyższej produkowany przez koncern Nissan pod marką Infiniti w latach 1989–2022. 
Infiniti M35h został wpisany w 2011 roku do Księgi rekordów Guinnessa jako najszybciej przyśpieszający hybrydowy samochód świata.

## Infiniti M I
Infiniti M I produkowany był w latach 1989-1992. W rzeczywistości był to Nissan Leopard z kierownicą po lewej stronie i innymi emblematami. Auto oferowano jedynie w USA.

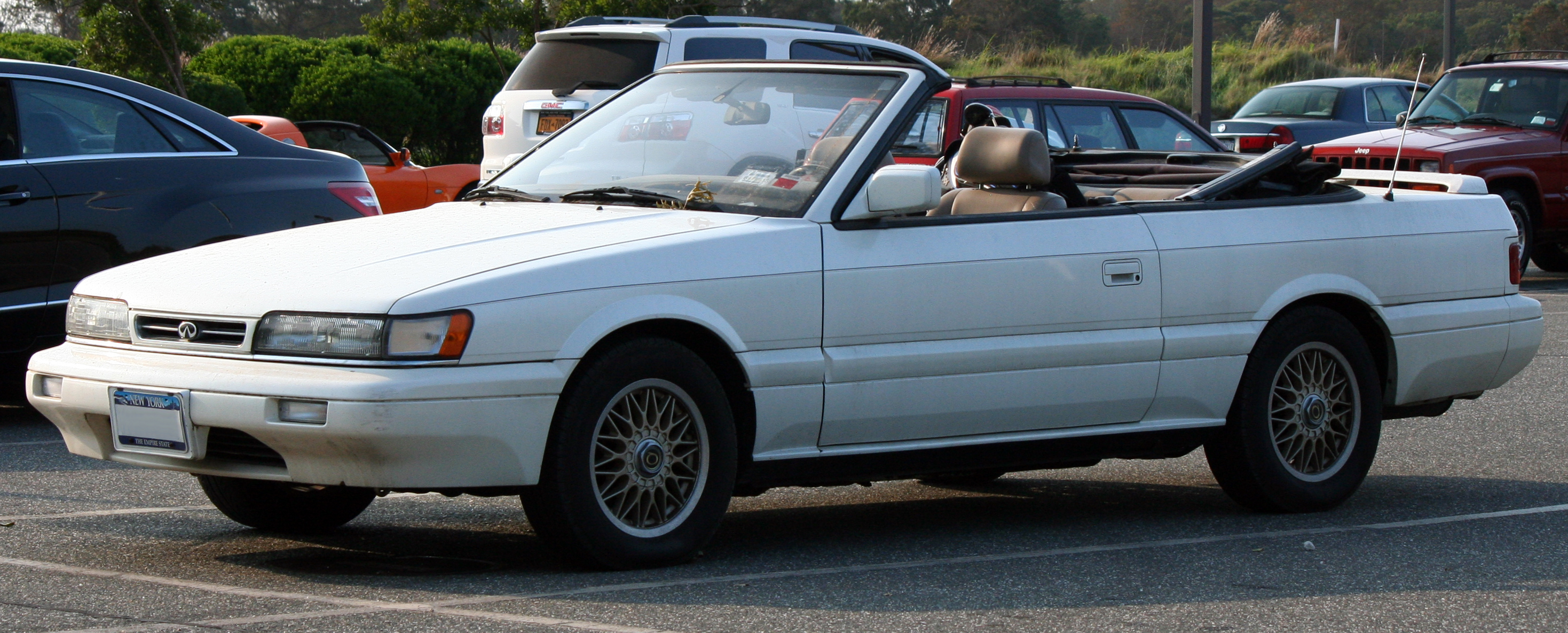
Infiniti M I cabrio

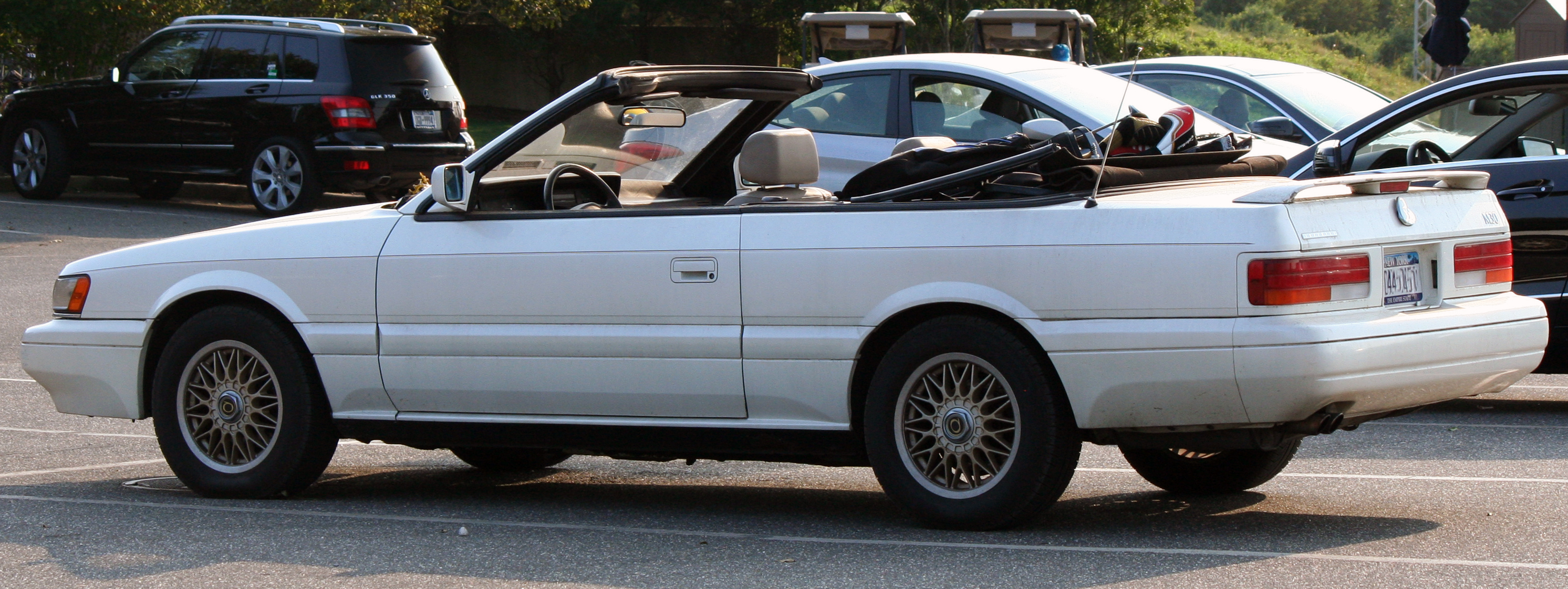
Tył M I cabrio

Opcjonalnie auto wyposażyć można było w telefon satelitarny oraz zmieniarkę płyt CD. Na przełomie lat 1991/1992 rozpoczęto produkcję krótkiej serii z nadwoziem kabriolet.

## Infiniti M II
Infiniti M II produkowany był w latach 2002-2004. Prace projektowe nad pojazdem trwały od 2000 roku w centrum Nissana.

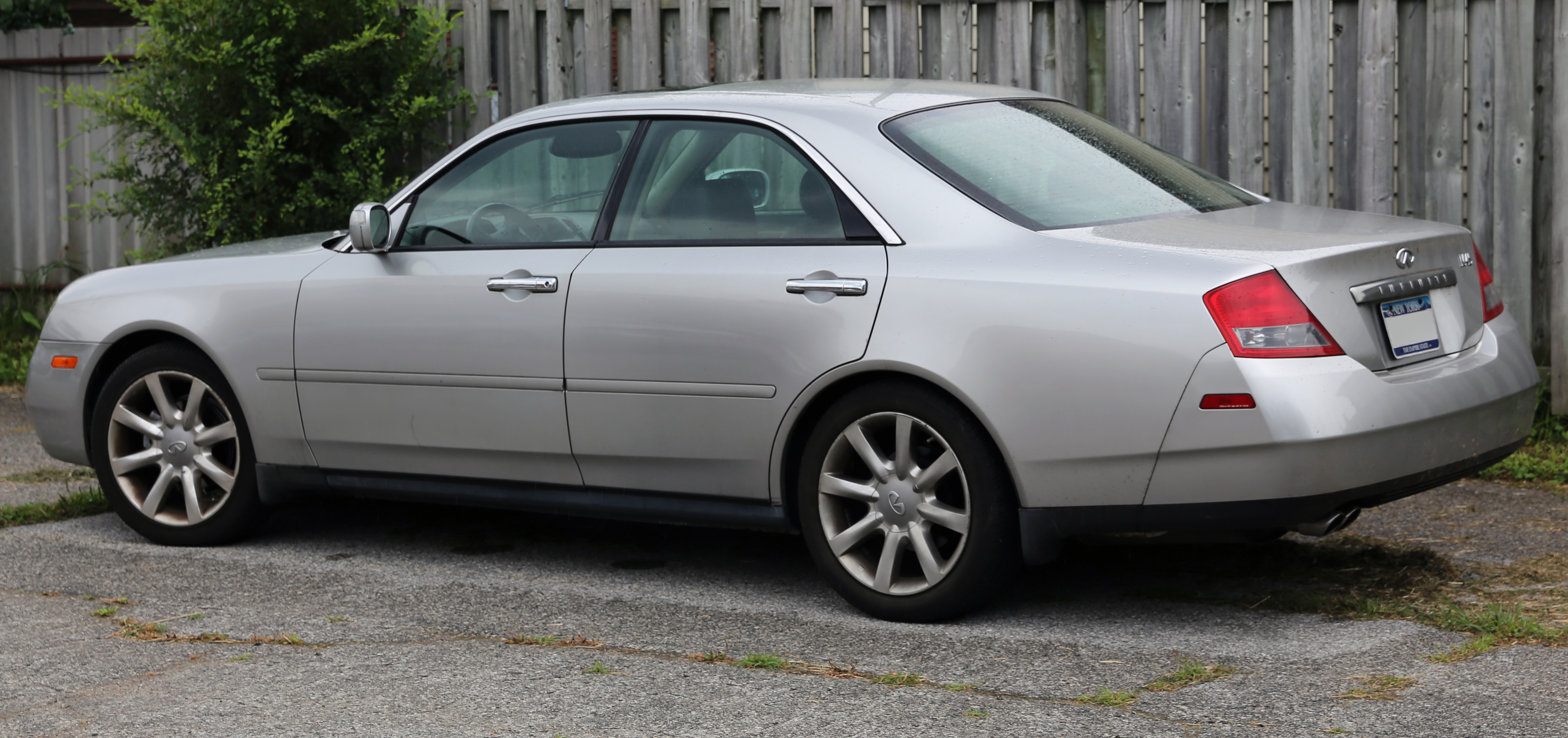
Tył M II

## Infiniti M III
Infiniti M III produkowany był w latach 2005-2010.

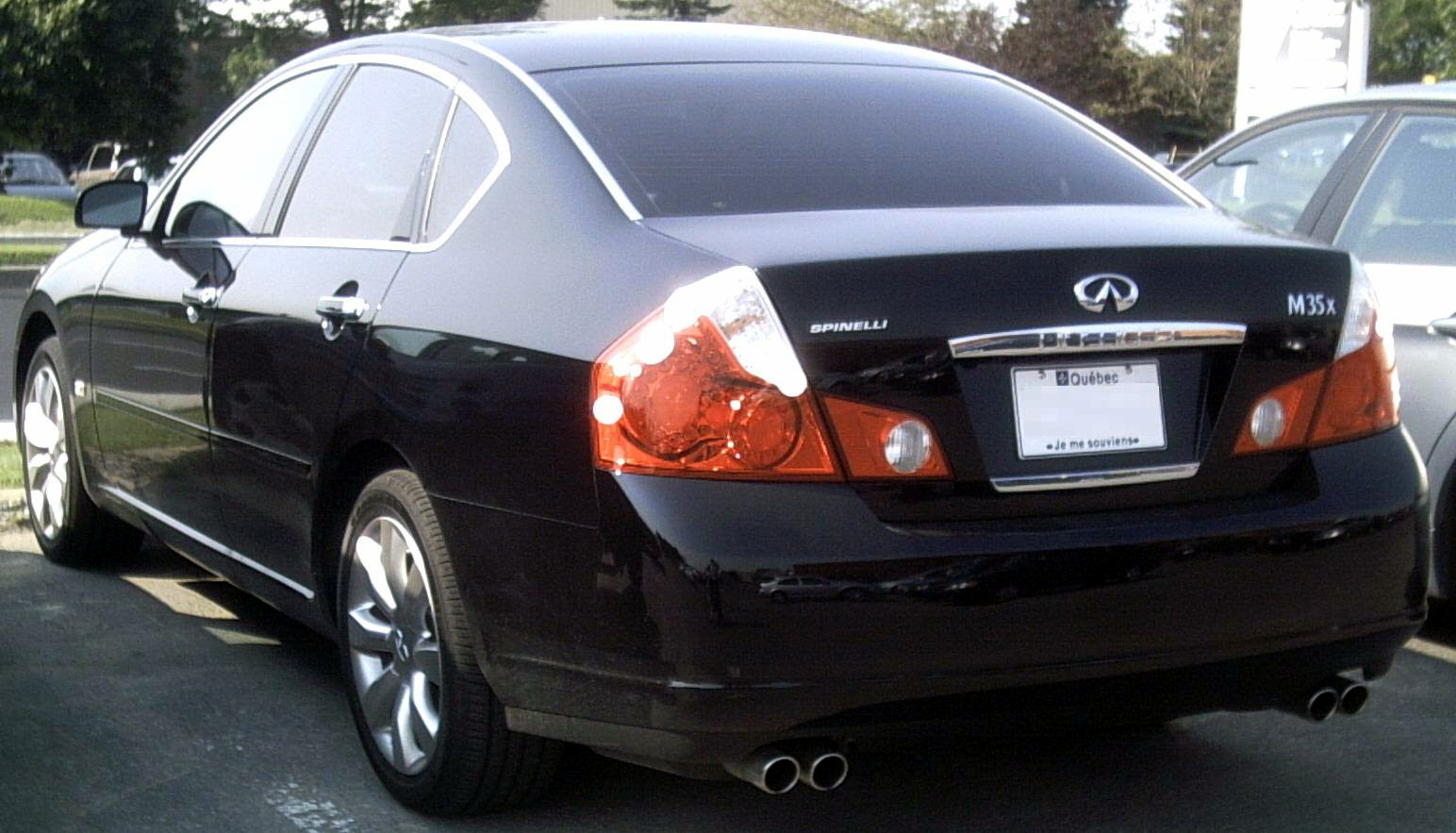
Tył M III

W 2008 roku auto przeszło delikatny lifting. Delikatnie odświeżono karoserię pojazdu, a do wyposażenia opcjonalnego wprowadzono system nawigacji satelitarnej z ekranem dotykowym i dyskiem twardym.

## Infiniti M IV
Infiniti M IV produkowany był w latach 2010-2013. W 2013 roku zmieniono nazwę z M na Q70.

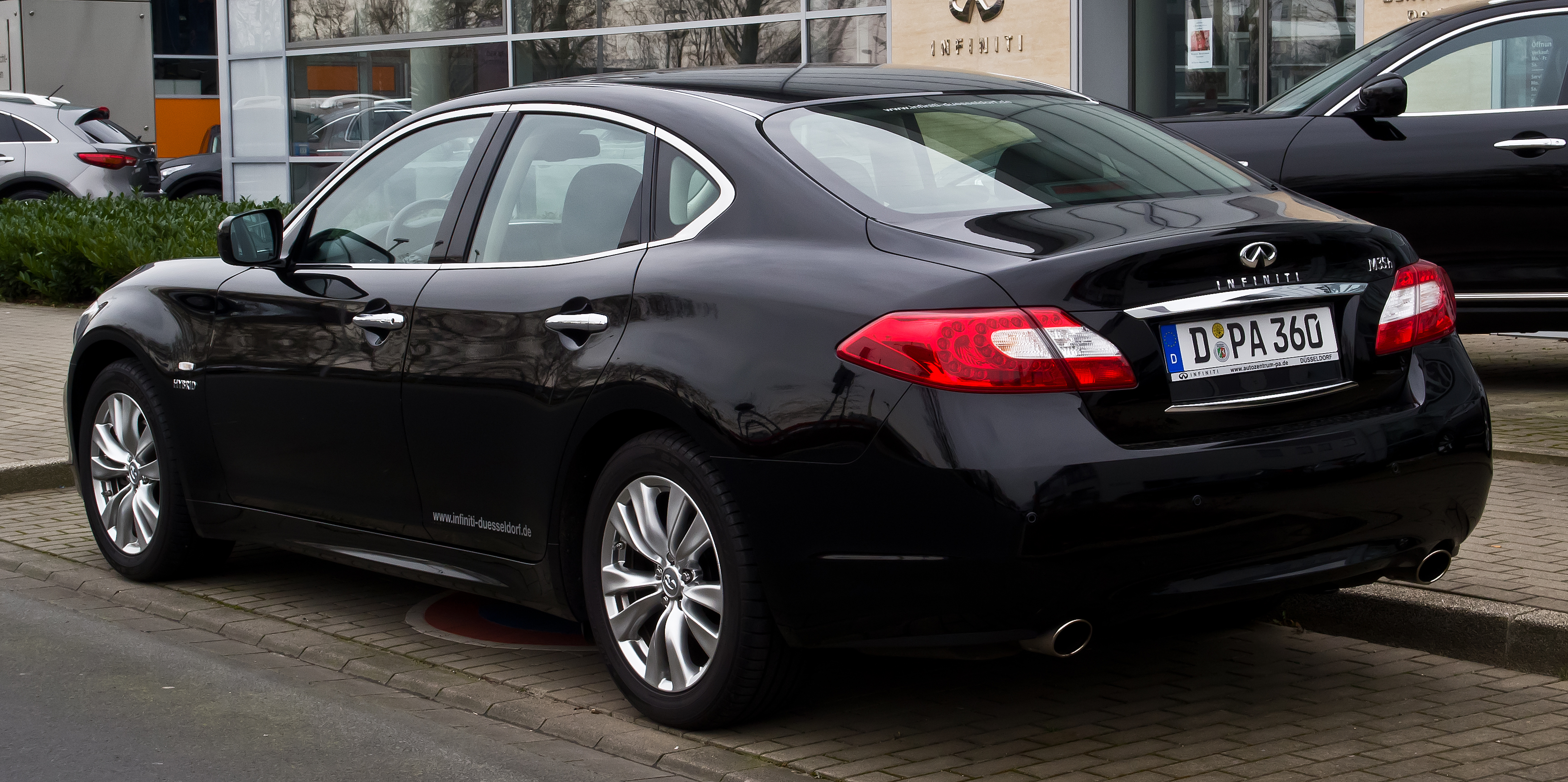
Tył M IV

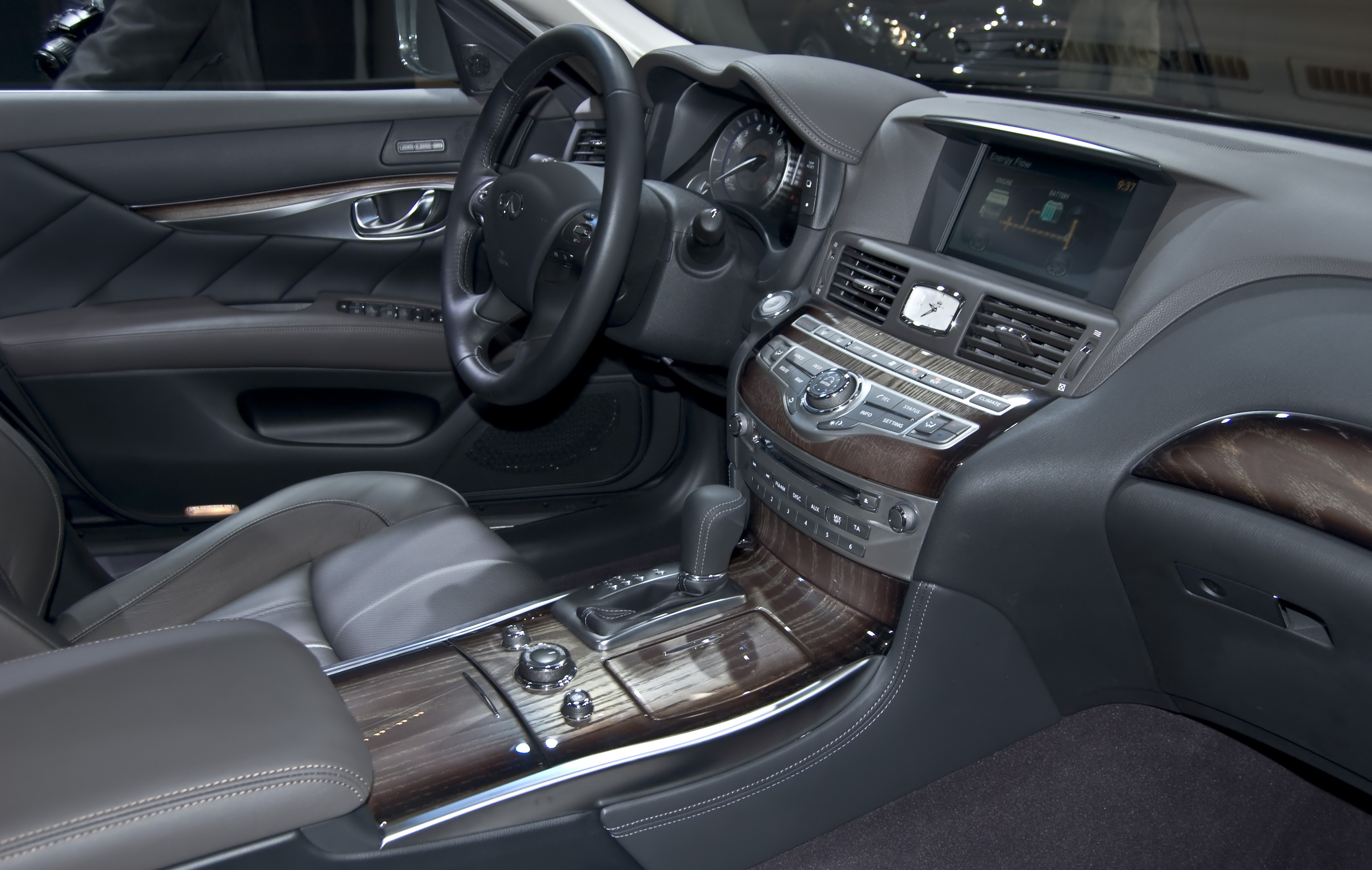
Wnętrze

Auto zostało zbudowane na platformie „Front Mid-ship” z napędem na tylne koła oraz czterema kołami skrętnymi 4WAS (opcjonalnie). 7-biegowa automatyczna skrzynia biegów posiada do wyboru cztery tryby jazdy: standardowy, ekologiczny, sportowy i Snow (śnieg) oraz system adaptacyjnej kontroli przełożeń uzupełniony o system redukcji biegów i tryb jazdy sportowej. Biegi zmieniać można także ręcznie poprzez łopatki umieszczone za kołem kierownicy, które wykonano z czystego magnezu. Posiada lekkie elementy aluminiowe (drzwi, pokrywa silnika i bagażnika oraz silnik V6).
W 2014 roku podczas targów motoryzacyjnych w Nowym Jorku zaprezentowano odmianę po face liftingu. W pojeździe zastosowano nowe chromowane ozdoby, szerszy wlot powietrza oraz tylne lampy z nowymi wkładami. Wzbogacono także listę wyposażenia o reflektory wykonane w technologii LED, system ochrony w razie zagrożenia kolizją, system kamer 360 stopni ułatwiający parkowanie oraz asystenta awaryjnego hamowania. Przy okazji do oferty wprowadzono wydłużoną wersję L z przedłużonym o 15 cm rozstawem osi. W tej wersji samochód posiada automatyczne domykanie tylnych drzwi, podgrzewaną kanapę oraz dodatkowe gniazdko w drugim rzędzie siedzeń.
We wrześniu 2014 roku zaprezentowano europejską wersję modelu. Samochód otrzymał nowe zderzaki oraz osłonę chłodnicy, co upodobniło go do mniejszego Infiniti Q50. Poprawiono również wygłuszenie wnętrza, zmieniono nastawy zawieszenia. W Europie Q70 będzie dostępne w wersji hybrydowej (silnik benzynowy 3.5V6 plus jednostka elektryczna) oraz z wysokoprężnym silnikiem 2.2 l o mocy 167 KM.
Sprzedaż Q70 w Europie rozpoczęła się w grudniu 2014 roku.

### Silniki

#### Benzynowe
5.6
- V8 5,6 l (5552 cm³), 4 zawory na cylinder, DOHC
- Układ zasilania: wtrysk bezpośredni
- Średnica cylindra × skok tłoka: 98,00 × 92,00 mm
- Stopień sprężania: 11,5:1
- Moc maksymalna: 426 KM (313 kW) przy 6000 obr./min
- Maksymalny moment obrotowy: 565 N·m przy 4400 obr./min
- Przyspieszenie 0-100 km/h: 4.6
- Prędkość maksymalna: b.d.
- Współczynnik oporu powietrza: Cx = 0,27

#### Diesla
3.0
- V6 3.0 l, DOHC
- Układ zasilania: wtrysk piezo-elektryczny
- Moc maksymalna: 238 KM (175 kW)
- Maksymalny moment obrotowy: 550 Nm
- Prędkość maksymalna: 250 km/h

### Wersje wyposażeniowe[3]
- GT
- GT Premium
- S
- S Premium

Standardowo auto wyposażone jest m.in. w system Safety Shield (tarcza bezpieczeństwa) wyposażony m.in. w system eliminujący martwe pole (BSI), inteligentny tempomat, system ostrzegania i zapobiegania przed niekontrolowaną zmianą pasa ruchu, wspomaganie kontroli dystansu, ABS z systemem wspomagania hamowania (IBA) z funkcją ostrzegania przed kolizjami z przodu; klimatyzację, system aktywnej redukcji hałasu (ANC), ESP z dynamiczną korektą skrętu, 18-calowe alufelgi, pikowaną skórzaną tapicerkę, reflektory biksenonowe oraz podgrzewane przednie fotele, regulowane w 10 kierunkach, kamerę cofania, przednie i tylne czujniki parkowania, system audio z dyskiem twardym.
Opcjonalnie pojazd wyposażyć można m.in. w system informacji i rozrywki Connectiviti+ z 8-calowym kolorowym ekranem dotykowym VGA z dyskiem twardym o pojemności 30 GB oraz nawigacją satelitarną, 20-calowe alufelgi, klimatyzowane fotele, 16-głośnikowy system audio Studio Surround® firmy Bose Corporation, podgrzewane koło kierownicy, podgrzewane i wentylowane przednie fotele, system doświetlania zakrętów (AFS), sportowe zawieszenie, sportowe fotele.

## Infiniti Q70
Infiniti Q70 produkowany jest od 2013 roku.

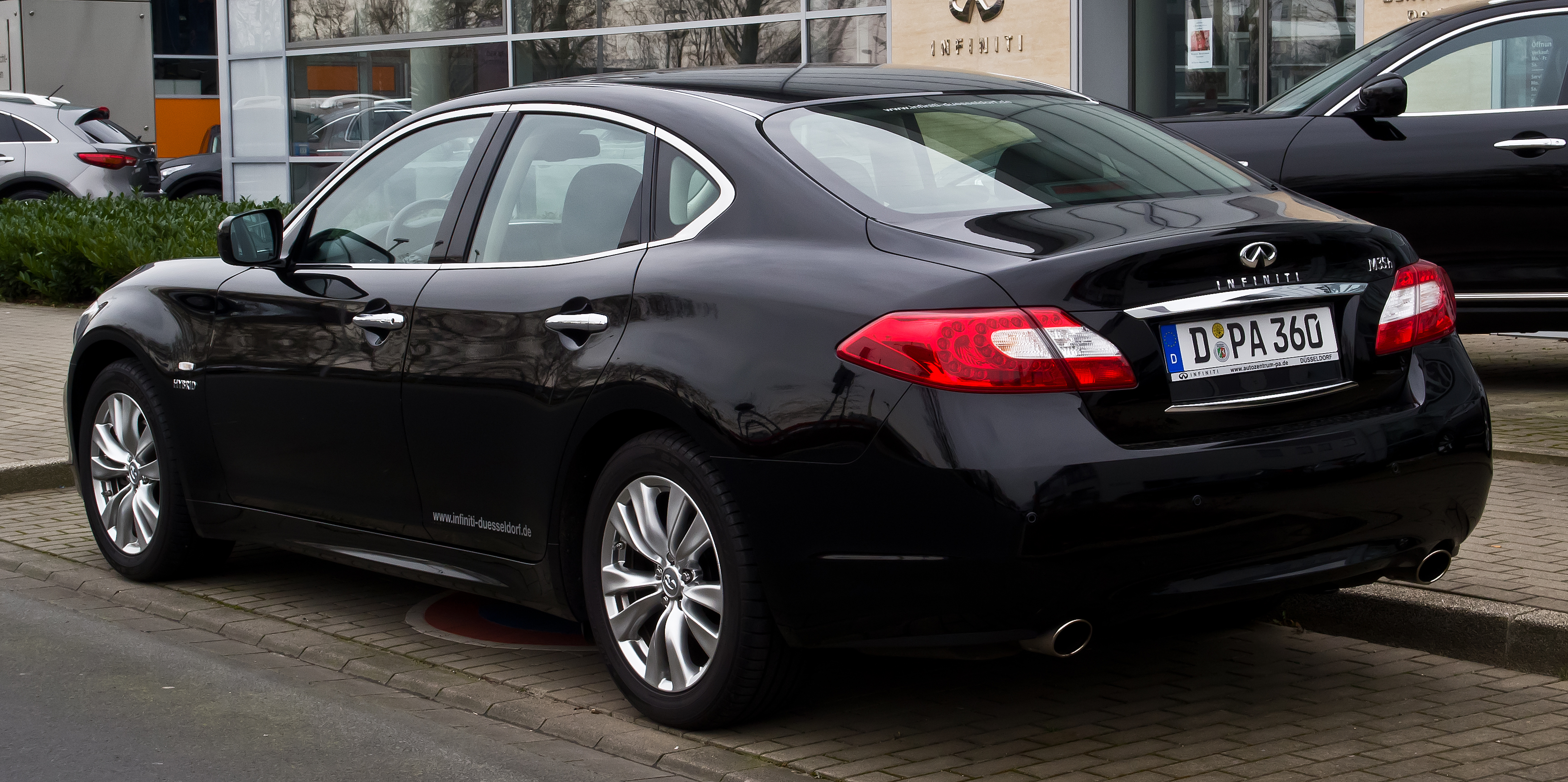
Tył M IV

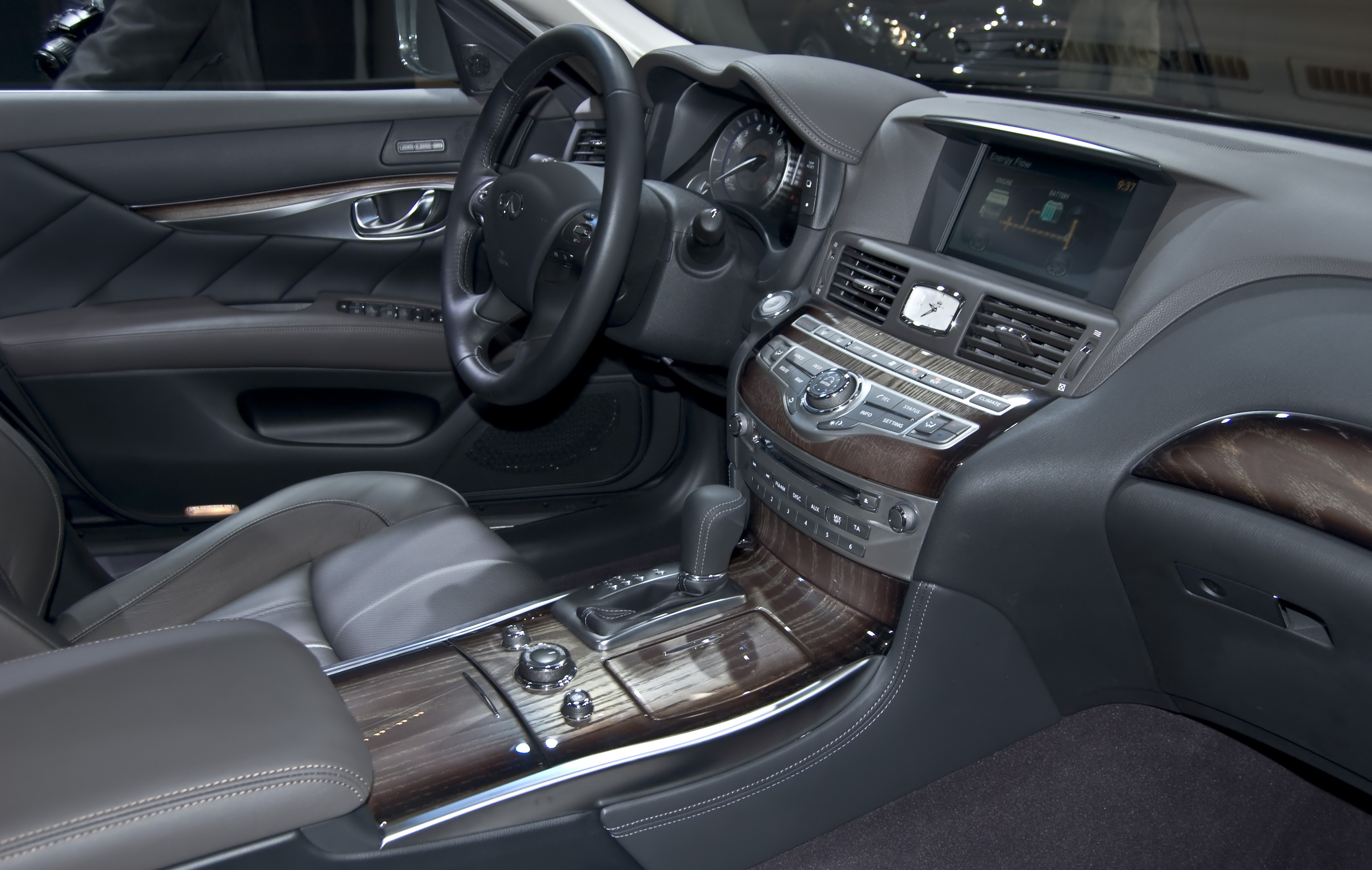
Wnętrze

Auto zostało zbudowane na platformie „Front Mid-ship” z napędem na tylne koła oraz czterema kołami skrętnymi 4WAS (opcjonalnie). 7-biegowa automatyczna skrzynia biegów posiada do wyboru cztery tryby jazdy: standardowy, ekologiczny, sportowy i Snow (śnieg) oraz system adaptacyjnej kontroli przełożeń uzupełniony o system redukcji biegów i tryb jazdy sportowej. Biegi zmieniać można także ręcznie poprzez łopatki umieszczone za kołem kierownicy, które wykonano z czystego magnezu. Posiada lekkie elementy aluminiowe (drzwi, pokrywa silnika i bagażnika oraz silnik V6).
W 2014 roku podczas targów motoryzacyjnych w Nowym Jorku zaprezentowano odmianę po face liftingu. W pojeździe zastosowano nowe chromowane ozdoby, szerszy wlot powietrza oraz tylne lampy z nowymi wkładami. Wzbogacono także listę wyposażenia o reflektory wykonane w technologii LED, system ochrony w razie zagrożenia kolizją, system kamer 360 stopni ułatwiający parkowanie oraz asystenta awaryjnego hamowania. Przy okazji do oferty wprowadzono wydłużoną wersję L z przedłużonym o 15 cm rozstawem osi. W tej wersji samochód posiada automatyczne domykanie tylnych drzwi, podgrzewaną kanapę oraz dodatkowe gniazdko w drugim rzędzie siedzeń.
We wrześniu 2014 roku zaprezentowano europejską wersję modelu. Samochód otrzymał nowe zderzaki oraz osłonę chłodnicy, co upodobniło go do mniejszego Infiniti Q50. Poprawiono również wygłuszenie wnętrza, zmieniono nastawy zawieszenia. W Europie Q70 będzie dostępne w wersji hybrydowej (silnik benzynowy 3.5V6 plus jednostka elektryczna) oraz z wysokoprężnym silnikiem 2.2 l o mocy 167 KM.
Sprzedaż Q70 w Europie rozpoczęła się w grudniu 2014 roku.

### Silniki

#### Benzynowe
5.6
- V8 5,6 l (5552 cm³), 4 zawory na cylinder, DOHC
- Układ zasilania: wtrysk bezpośredni
- Średnica cylindra × skok tłoka: 98,00 × 92,00 mm
- Stopień sprężania: 11,5:1
- Moc maksymalna: 426 KM (313 kW) przy 6000 obr./min
- Maksymalny moment obrotowy: 565 N·m przy 4400 obr./min
- Przyspieszenie 0-100 km/h: b.d.
- Prędkość maksymalna: b.d.
- Współczynnik oporu powietrza: Cx = 0,27

#### Diesla
3.0
- V6 3.0 l, DOHC
- Układ zasilania: wtrysk piezo-elektryczny
- Moc maksymalna: 238 KM (175 kW)
- Maksymalny moment obrotowy: 550 Nm
- Prędkość maksymalna: 250 km/h

### Wersje wyposażeniowe[3]
- GT
- GT Premium
- S
- S Premium

Standardowo auto wyposażone jest m.in. w system Safety Shield (tarcza bezpieczeństwa) wyposażony m.in. w system eliminujący martwe pole (BSI), inteligentny tempomat, system ostrzegania i zapobiegania przed niekontrolowaną zmianą pasa ruchu, wspomaganie kontroli dystansu, ABS z systemem wspomagania hamowania (IBA) z funkcją ostrzegania przed kolizjami z przodu; klimatyzację, system aktywnej redukcji hałasu (ANC), ESP z dynamiczną korektą skrętu, 18-calowe alufelgi, pikowaną skórzaną tapicerkę, reflektory biksenonowe oraz podgrzewane przednie fotele, regulowane w 10 kierunkach, kamerę cofania, przednie i tylne czujniki parkowania, system audio z dyskiem twardym.
Opcjonalnie pojazd wyposażyć można m.in. w system informacji i rozrywki Connectiviti+ z 8-calowym kolorowym ekranem dotykowym VGA z dyskiem twardym o pojemności 30 GB oraz nawigacją satelitarną, 20-calowe alufelgi, klimatyzowane fotele, 16-głośnikowy system audio Studio Surround® firmy Bose Corporation, podgrzewane koło kierownicy, podgrzewane i wentylowane przednie fotele, system doświetlania zakrętów (AFS), sportowe zawieszenie, sportowe fotele.